# Bloomin'
Bloomin'（ブルーミン）は、福井エフエム放送（FM福井）で2009年4月1日から2012年3月30日まで放送されていたラジオ番組。

## 放送時間
- 月曜 - 木曜 14:00 - 16:45
  - 2011年4月までは13:00 - 15:50。同年5月より、「FM福井 地域の絆プロジェクト」の開始に伴い現在の時間に。このため、月曜 - 木曜の16時台に放送されていたflowersは打ち切りとなった。
- 金曜 13:00 - 16:55

2012年3月30日をもって、放送を終える。後番組はラジアップ。

## Bloomin'のコンセプト
幸せで豊かにな気分になることができる。楽しいトークや音楽を流す番組。幸せで豊かな気分になれる Happy Talk & Happy Music !
忙しい女性を応援する番組。

## パーソナリティ
- 藤田佳代（月曜・火曜・金曜）
- 井上麻子（水曜・木曜）

## 基本タイムテーブル
番組途中、随時Eメールなどが読まれる。ただし、2011年4月までのタイムテーブルである。
- 13:00 オープニングジングル・1曲
- 13:05 オープニングトーク
- 13:15 （月）スイーツ甲子園、（火）新店さんいらっしゃい、（水・木）フリー（トークであったり、ゲストを呼んだりする。）、（金）タウンクルージングPart1
- 13:30 ハーフタイムリクエスト
- 13:40 名言セラピー
- 13:50 ラジゲーアプリ
- 13:55 FM福井ニュース
- 14:00 2時台オープニング・1曲
- 14:03 ラジゲーアプリ解答チェック・フリー（トークであったり、ゲストを呼んだりする。）
- 14:15 FMラジオショッピング
- 14:20 フリー（トークであったり、ゲストを呼んだりする。）
- 14:30 ハーフタイムリクエスト
- 14:40 Ｅメール紹介
- 14:50 ネットプログラム
- 15:00 3時台オープニング・1曲
- 15:03 （月～木）フリー（トークであったり、ゲストを呼んだりする。）、（金）Salon de Grancafe
- 15:15 （金）Tastea
- 15:30 ハーフタイムリクエスト・インタビューコーナー
- 15:40 （月～木）Eメール紹介、（金）アニマル二重丸
- 15:50 月～木はここまで、（金）FMラジオショッピング
- 15:55 (月～金）FM福井ニュース
- 16:00 ワインエトセトラ
- 16:15 タウンクルージングPart2
- 16:30 ハーフタイムリクエスト

## 番組名物コーナー
- ラジゲーアプリ

番組名物のお遊びコーナー。
月　王道ゲーム
火　帰ってきたアハの目覚めGT
水　もしもピアニカ引けたなら・・
木　整え親方
金　ブールミンプロファイリング
- 月曜のみパーソナリティーのかよっぺのミッション成功にて翌日火曜がオールタイムリクエストとなる特典あり。
- 過去のコーナー：友達〇人できるかな(月)　　かよっぺのミッション失敗が続き1回も成功する事なくゲーム終了

- ハーフタイムリクエスト

13:30頃～、14:30頃～、15:30頃～、金曜のみ16:30頃～、
基本的に1回につき2曲だが、3曲の日もある。
しかし曲が長い場合1曲だけのときも。
2011.01.13放送で「トイレの神様／植村花菜」がかかった際はその1曲のみだった。
- 名言セラピー
- スイーツ甲子園
- 新店さんいらっしゃい
- アニマル二重丸
- Town Crusing
- Salon de gran cafe

他